# 紀元前620年
紀元前620年（きげんぜん620ねん）は、西暦（ローマ暦）による年。紀元前1世紀の共和政ローマ末期以降の古代ローマにおいては、ローマ建国紀元134年として知られていた。紀年法として西暦（キリスト紀元）がヨーロッパで広く普及した中世時代初期以降、この年は紀元前620年と表記されるのが一般的となった。

## 他の紀年法
- 干支 : 辛丑
- 日本
  - 皇紀41年
  - 神武天皇41年
- 中国
  - 周 - 襄王32年
  - 魯 - 文公7年
  - 斉 - 昭公13年
  - 晋 - 霊公元年
  - 秦 - 康公元年
  - 楚 - 穆王6年
  - 宋 - 成公17年
  - 衛 - 成公15年
  - 陳 - 共公12年
  - 蔡 - 荘侯26年
  - 曹 - 共公33年
  - 鄭 - 穆公8年
  - 燕 - 襄公38年
- 朝鮮
  - 檀紀1714年
- ユダヤ暦 : 3141年 - 3142年

## できごと

### 中国
- 魯が邾に侵攻し、須句を奪った。
- 宋の成公が死去し、昭公が即位すると、公族たちを粛清しようとした。穆・襄の族たちは、国人を率いて昭公を攻撃し、公孫固や公孫鄭を公宮で殺害した。
- 秦が晋の公子雍の帰国を援助した。晋の趙盾や大夫たちは穆嬴を恐れて太子夷皋を即位させた。趙盾は秦軍を令狐で撃破した。先蔑や士会は秦に亡命した。
- 晋の趙盾・斉の昭公・宋の昭公・衛の成公・陳の共公・鄭の穆公らが扈で会合して盟を交わした。

## 死去
- 宋の成公